# SBS 이브닝뉴스
《SBS 이브닝뉴스》(영어: SBS EVENING NEWS)은 SBS 인터내셔널에서 평일 저녁 8시에 방송되는 SBS 인터내셔널의 저녁 국제 종합뉴스 프로그램이다.

## 앵커
- 이재린

## 경쟁 뉴스 프로그램
- KBS 월드 뉴스투데이
- KBS 아메리카 뉴스
- MBC 뉴스투나잇